# Flávio Amado
Flávio Amado da Silva, mer känd som Flávio, född 30 december 1979, är en angolansk före detta fotbollsspelare avslutade sin karriär i Petro Atletico.